# Kranhaus
Kranhaus (рус. Кранхауз) — комплекс жилищно-офисных высотных зданий на набережной Райнаухафен в городе Кёльн (федеральная земля Северный Рейн-Вестфалия), построенных в стиле модернизма в 2006—2011 годах. Своё название здания получили благодаря внешнему сходству с портовыми башенными кранами.

Все здания имеют высоту 61,6 м, длину — 70,2 м и ширину — 33,75 м.

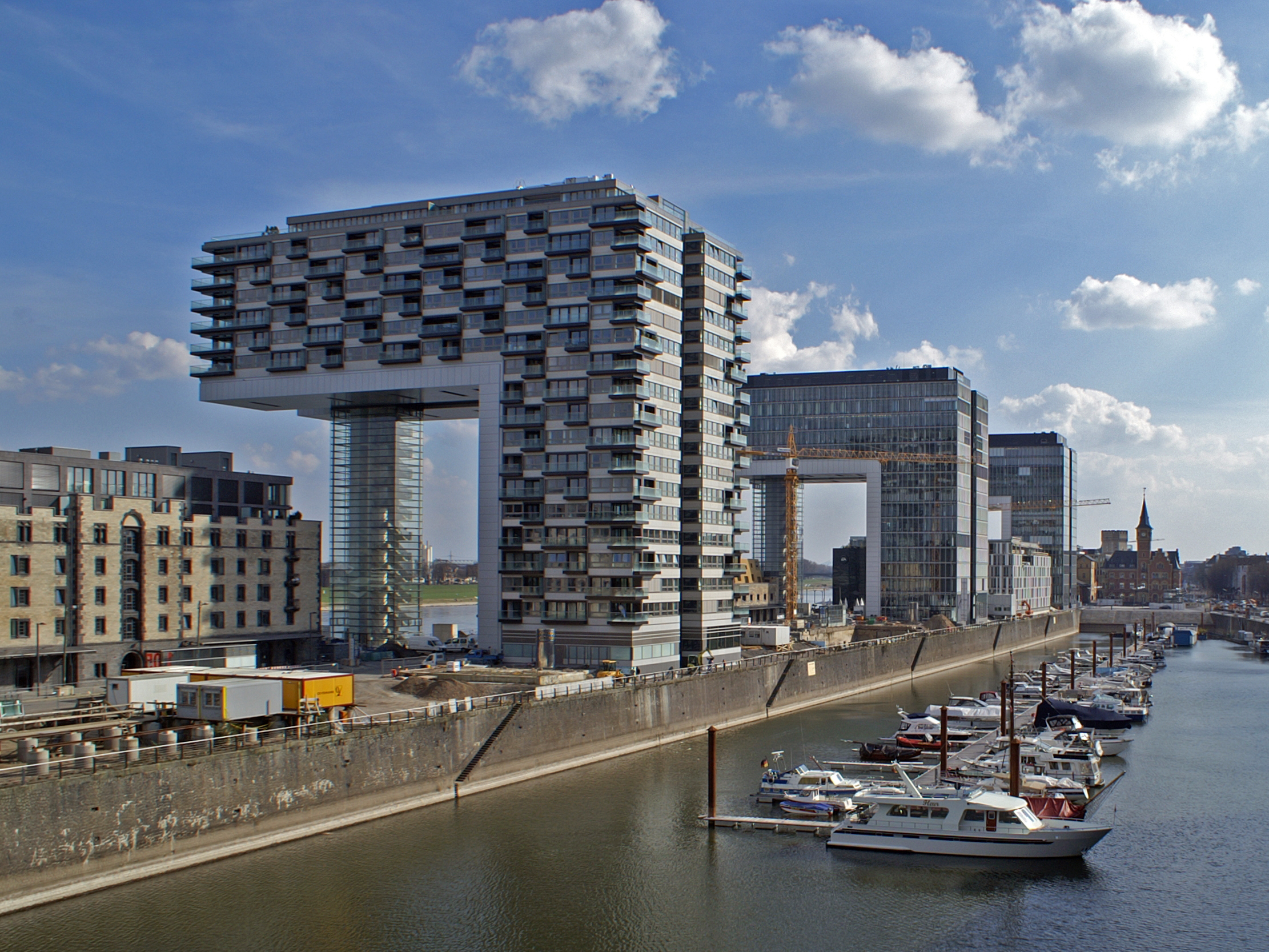
Вид на здания со стороны гавани

Церемония закладки первого камня в первом здании, первоначально получившем имя «Кранхауз-1», состоялась 16 октября 2006 года. Завершено строительство было в 2008 году. В 2009 году было завершено строительство второго здания — «Кранхауз-Юг» (первоначально планировалось название «Кранхауз-Плюс»), и в 2011 году было сдано в эксплуатацию здание «Кранхауз-Север».

«Кранхауз-Юг» и «Кранхауз-1» являются 17-этажными офисными центрами, обладающими площадями 16 200 м² и 16 000 м² соответственно. Здание «Кранхауз-Север» является жилым и имеет 133 роскошных апартамента с общей площадью 15 000 м² на 18 этажах.

12 марта 2009 года проект «Кранхауз» получил в Каннах международную архитектурную премию MIPIM (en:MIPIM) в категории «Бизнес-центр».